# Raphaël Corre
Pour les articles homonymes, voir Corre (homonymie).

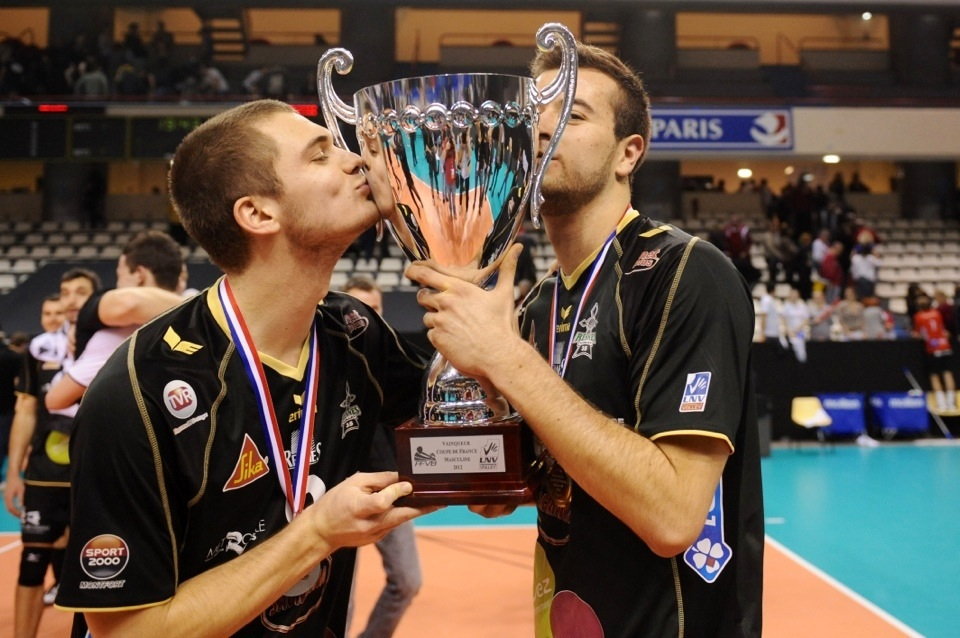
Olivier Ragondet et Raphaël Corre vainqueurs de la coupe de France de volley 2012

Raphaël Corre est un joueur français de volley-ball né le 21 novembre 1989 à Rennes (Ille-et-Vilaine). Il mesure 1,96 m et joue passeur.

## Biographie
Corre dispute quatre saisons avec le Chaumont VB 52 dont il devient le capitaine. Il rejoint ensuite le Montpellier Volley.

## Clubs
| Club                          | De        | À         |
| ----------------------------- | --------- | --------- |
| Rennes Volley 35              | 2009-2010 | 2012-2013 |
| Nice Volley-Ball              | 2013-2014 | 2015-2016 |
| ASUL Lyon Volley-Ball         | 2016-2017 | 2016-2017 |
| AS Cannes Volley-Ball         | 2017-2018 | 2018-2019 |
| Chaumont Volley-Ball 52       | 2019-2020 | 2022-2023 |
| Montpellier Volley            | 2023-2024 | 2024-2025 |
| Bursa Büyükşehir Belediyespor | 2025-2026 |           |

## Palmarès
- Compétitions internationales
  - Ligue des Nations
    - Vainqueur : 2024, 2022.
    - Deuxième : 2018.

  - Mémorial Hubert Wagner
    - Troisième: 2018.

  - Championnat d'Europe U21
    - Vainqueur : 2008.

  - Championnat du monde U19
    - Troisième : 2007.

  - Championnat d'Europe U19
    - Vainqueur : 2007.

- Compétitions nationales
  -     - Super Coupe de France
      - Vainqueur : 2024 (Montpellier), 2022 (Chaumont).
      - Finaliste : 2012 (Rennes), 2023 (Chaumont).

    - Ligue A
      - Finaliste : 2021, 2023 (Chaumont).

    - Coupe de France
      - Vainqueur : 2022 (Chaumont), 2012 (Rennes).
      - Finaliste: 2024 (Montpellier)
      - Troisième : 2011 (Rennes).

    - Ligue B
      - Vainqueur : 2016 (Nice), 2018 (Cannes).
      - Finaliste : 2014 (Nice), 2015 (Nice).

    - Championnat de France Universitaire
      - Vainqueur : 2009 (Université de Montpellier).

Les mentions en italique indiquent le club avec lequel il a joué.

### Distinctions individuelles
- MVP de Ligue B 2018